# Yamato (Kagoshima)
Pour les articles homonymes, voir Yamato.
Yamato (大和村, Yamato-son) est un village du district d'Ōshima, dans la préfecture de Kagoshima, au Japon.

## Géographie

### Situation
Yamato est situé au centre d'Amami ō-shima, au bord de la mer de Chine orientale, au Japon.

### Démographie
Au 1er février 2016, la population d'Yamato s'élevait à 1 535 habitants, répartis sur une superficie de 88,26 km2.

### Climat
Le climat de Yamato est de type subtropical humide, avec des étés chauds et humides, et des hivers doux. Les précipitations sont importantes toute l'année, avec un pic aux mois de mai, juin et septembre. Les typhons sont nombreux dans la région.